# Pinelema grandidens
Espèce
Synonymes
- Telema grandidens Tong & Li, 2008

Pinelema grandidens est une espèce d'araignées aranéomorphes de la famille des Telemidae.

## Distribution
Cette espèce est endémique du Guizhou en Chine,. Elle se rencontre dans la grotte Bayou dans le xian de Dushan dans la Préfecture autonome buyei et miao de Qiannan.

## Description
Les mâles mesurent de 1,65 à 1,76 mm et les femelles de 1,70 à 2,05 mm.

## Systématique et taxinomie
Cette espèce a été décrite sous le protonyme Telema grandidens par Tong et Li en 2008. Elle est placée dans le genre Pinelema par Zhao, Li et Zhang en 2020.

## Publication originale
- Tong & Li, 2008 : Four new cave-dwelling Telema (Arachnida, Araneae, Telemidae) from Guizhou Province, China. Zoosystema, vol. 30, no 2, p. 361-370 (texte intégral).